# ハング (小説)
『ハング』は、誉田哲也による警察小説。ジウ三部作、『国境事変』に続く、〈ジウ〉サーガの第5作。
『問題小説』2007年10月号から2008年6月号に連載され、加筆・訂正されて2009年9月に徳間書店から単行本が刊行された。2012年9月、中央公論新社から中公文庫が刊行された。2024年10月21日には新装版が発売された。第12回大藪春彦賞候補作。累計発行部数は2014年9月時点で35万部を超えている。
2014年にBeeTVで映像化された。

## 登場人物
津原 英太（つはら えいた）〈33〉
巣鴨警察署→刑事課盗犯係→駒込署地域課→刑事生活安全組織犯罪対策課→警視庁捜査第一課第五強行犯捜査特別捜査第一係→杉並警察署刑事組織犯罪対策課強行犯捜査係→退職？
巡査部長。身長182センチ。小学校三年生まで山梨の祖母に育てられ、何故自分に親がいないのか聞かないまま祖母が亡くなる。その後甲府市伊勢にある児童養護施設で高校卒業まで過ごす。小学校の頃から背が高く中学で柔道を始め高校まで続けた。柔道二段を取得している。高校の恩師に警察官を勧められ警視庁警察官採用試験に合格し警察官になる。天涯孤独の身になり失うことが怖いのか人を愛することを恐れている。だが植草の妹の遥を愛している。植草たちを殺した犯人たちに復讐したあと姿をくらました。
小沢 駿介（おざわ しゅんすけ）
警視庁捜査第一課第五強行犯捜査特別捜査第一係→府中警察署地域課第二係→退職。
巡査部長。身長180センチ。一番お調子者で女に目がない。すぐにカッとなるところがあり、殴りかかろうしたところを何度も津原に抑えられている。しかし津原がカッとなるとこを抑えてる場面もあり冷静なところもある。府中警察署に異動後警察を辞めフリーのジャーナリストになり、一連の事件の調査を津原と行なう。
植草 利巳（うえくさ としみ）〈36〉
警視庁捜査第一課第五強行犯捜査特別捜査第一係→練馬警察署地域課第一係→殉職。
巡査部長。身長179センチ。冷静沈着、頭脳明晰、質実剛健。10歳年下の妹・遥がいる。妹は二重兄は一重。後に、首吊死体で発見された。
大河内 守（おおこうち まもる）〈31〉
警視庁捜査第一課第五強行犯捜査特別犯罪対策課第一係→北沢警察署地域課第二係→殉職。
巡査部長。身長183センチ。特捜第一係の後輩。植草の妹の遥のことを好きになっている。しかし遥は津原に気があるようで飯も喉を通らないほど悩んでいる。一人っ子で津原のことを兄のように慕っている。犯人たちの罠にはまり遥を守るために亡くなった。
堀田 次郎（ほった じろう）
警視庁捜査第一課第五強行犯捜査特別捜査第一係→高島平警察署刑事組織犯罪対策課暴力犯捜査係統括係長。〈56〉
警部補。特捜第一係のベテラン班長（主任）。みんなに慕われている。この年ではご多分に漏れず携帯などの電子機器に弱く津原などに使い方を教えてもらっていた。植草の死の真相を調べる津原たちの身を案じやめるように言ったりと津原たちを心配している。
植草 遥（うえくさ はるか）〈26〉
植草利巳の妹。身長172センチ。都内の私立大学の事務局で働いている。特捜第一係のメンバーとは海に行ったり飲みに行ったりする仲。津原に気がある。
奥山 寛（おくやま ひろし）〈50〉
警視庁捜査一課殺人犯捜査第八係主任。
警部補。犯人のアリバイの捏造を行った。堀田と面識があり一緒に缶コーヒーを飲んでいた。
斉藤（さいとう）〈26〉
赤坂署刑事課強行犯
巡査長。身長は160センチほどで小柄。津原とペアを組む。津原と小沢が、植草の死の真相を調べる際に情報を提供する。
曽根 明弘（そね あきひろ）〈31〉
身長180センチ。古賀ビルというビルにあるジュエリーモリモトという宝飾店で強盗未遂をした。古賀ビルを警備していた南警備保障で夜間警備をしていた。その後ガソリンスタンドで働いていた。ジュエリーモリモトの社長殺しの疑いを向けられ否認していたが、突然社長殺しを自白した。しかし裁判にて自白は植草に強要されたと証言した。
安田 圭太郎（やすだ けいたろう）
安田弁護士事務所所長。南警備保障顧問弁護士。
裁判で、自白の強要を証言するように、曽根に指示したとされる。
五所川原 恒彦（ごしょがわら つねひこ）
元副総理。その前にも法務大臣や内閣官房長官、警察庁長官などを歴任し、五年前に政界を引退した。
名越 和馬（なごし かずま）
交通安全事業財団会長。元警察庁長官。娘の公子は岩城の妻。殺し屋を一人抱えている。
岩城 繁男（いわき しげお）
関東管区警察局長。妻の公子は名越の娘。公子との間に長女の依子と長男の優一がいる。酒が飲めない。父親は福岡県の地方公務員であった。
馳 卓（はせ すぐる）
名越のお抱えの殺し屋。首吊自殺に見せかけて殺すため「吊るし屋」の異名を持つ。幼少期は父親のひどい家庭内暴力にあっていたが、暴力を止めようとし、はずみで裸締めをしてしまいそれを利用して母親と天井から吊るして首吊死体にした。高校生では柔道で国体に出場するが、赤井美智代という目の不自由な女生徒が輪姦されているのを目撃し、全員ボコボコにし大怪我をさせた。傷害で起訴され執行猶予付きの判決ではあったが、学校を退学。二十歳を過ぎたあたりからバーやクラブの用心棒になったが、勢い余って殺してしまい、実刑になった。出所後消費者金融の取り立てを手伝っていたが、地方代議士のドラ息子に強引から取り立てたため、報復を受け硫酸で顔を焼かれる。その後、殺し屋として雇われることになった。赤井美智代は彼女に当たる。

## 書籍情報
- 単行本：2009年9月30日発行、徳間書店、ISBN 978-4-19-862807-9
- 文庫本：2012年9月25日発行、中公文庫、ISBN 978-4-12-205693-0
- 文庫本『ハング 〈ジウ〉サーガ5』：2024年10月25日発行、中公文庫、ISBN 978-4-12-207573-3

## 配信ドラマ
本作を原作としたドラマが2014年9月20日からBeeTVで配信された。全4話。主演は市原隼人、監督は平川雄一朗。

### キャスト
- 警視庁捜査一課
  - 堀田班
    - 津原英太 - 市原隼人
    - 小沢駿介 - 金子ノブアキ
    - 大河内守 - 浅利陽介
    - 植草利巳 - 森岡豊
    - 堀田次郎（主任警部補） - 時任三郎

  - 奥山寛（主任警部補） - 相島一之
  - 和知 - 大谷亮介
- 斉藤直哉（赤坂南署刑事課） - 山本裕典
- 植草遥（利巳の妹） - 蓮佛美沙子
- 馳卓 - 高橋努
- 堂島慎一朗（日本交通保安事業会 会長） - 石橋蓮司
- 平井刑事 - 鈴木隆仁
- 山谷花純
- 森下哲夫
- 大堀こういち
- 冨家規政
- 水橋研二
- 山本紗也加
- 渋江譲二
- 田中隆三
- 越村公一
- 菅原永二
- 岩田丸
- 屋敷紘子
- 杉ありさ
- 藤岡大樹
- 三澤和歩
- 浅川蓮
- 岩田知幸
- 小山勝士
- 今井洋介
- 佐藤千晶

### スタッフ
- プロデュース - 内部健太郎
- プロデューサー - 髙石明彦
- 演出 - 平川雄一朗
- 脚本 - 嶋田うれ葉、平川雄一朗
- 音楽 - 吉俣良、今村哲也、三善雅己
- 原作 - 誉田哲也『ハング』
- 主題歌 - 三浦大知「Bring It Down」（SONIC GROOVE）[3]
- 撮影 - 西村敏彦
- 照明 - 白倉孝雄
- 録音 - 星野厚
- VE - 権田博
- 編集 - 張本征治
- 刑事監修 - 加来正宣
- 特殊メイク - 松井祐一
- アクション監督 - 小池達朗
- 制作プロダクション - The icon
- 製作・著作 - BeeTV